# Scoparia dela
Scoparia dela là một loài bướm đêm trong họ Crambidae.